# Hà Văn Chúc
Hà Văn Chúc (1938-1968) là một phi công của Không quân Nhân dân Việt Nam. Là phi công đã một mình đương đầu với một phi đội máy bay của Không quân Hoa Kỳ.

## Tiểu sử
Hà Văn Chúc sinh năm 1938 ở xã Hải Lựu, huyện Lập Thạch, tỉnh Vĩnh Yên (nay thuộc huyện Sông Lô, tỉnh Vĩnh Phúc).
Hà Văn Chúc nguyên là một chiến sĩ cao xạ, sau vì sức khỏe tốt nên được chọn học phi công. Sau khi tốt nghiệp loại ưu năm 1964, Hà Văn Chúc về nhận nhiệm vụ tại đại đội 1, trung đoàn không quân tiêm kích 921 với cương vị Đại đội phó.
Tham gia chiến đấu, ông mới chỉ có kinh nghiệm 100 giờ bay.
Năm 1968, cuộc chiến đấu trên không tại miền Bắc Việt Nam diễn ra căng thẳng, dù đã có nhiều cố gắng nhưng Trung đoàn 921 vẫn không đủ số máy bay trực chiến. Giai đoạn đầu tháng 1/1968, có thời điểm lực lượng máy bay đủ điều kiện tham gia trực chiến chỉ có 2 chiếc MiG-21.
Ngày 3 tháng 1 năm 1968, máy bay Mỹ tiến công, trung đoàn 921 và 923 không quân chặn đánh. Sau trận này, do 1 chiếc bị lao ra ngoài đường băng khi hạ cánh, Trung đoàn không quân 921 chỉ còn duy nhất một chiếc máy bay MiG-21 trực chiến còn bay được.
15 giờ ngày 3 tháng 1 năm 1968, phát hiện máy bay đối phương tấn công Hà Nội, dù chỉ còn một chiếc nhưng Bộ Tư lệnh vẫn cho phép Trung đoàn 921 được cất cánh. Đại đội phó Hà Văn Chúc xung phong nhận nhiệm vụ.
Tới Yên Châu, Thượng úy Hà Văn Chúc phát hiện 36 chiếc F-105 và 8 chiếc F-4. Sau đó ông một mình không chiến với cả tốp máy bay, bắn hạ một F-105 chỉ huy. Sau đó, Hà Văn Chúc lái máy bay luồn lách tránh tên lửa của địch bắn ra, hạ cánh an toàn. Đội hình máy bay Mỹ bị rối loạn, không thực hiện được ý đồ vào đánh phá khu vực Hà Nội, bèn thả bom tại chỗ rồi rút lui.
Chớp thời cơ, Binh chủng tên lửa bắn rơi thêm hai chiếc F-105.
Ngày 14 tháng 1 năm 1968, hai tuần sau chiến thắng trên, Thượng úy Hà Văn Chúc tiếp tục chiến đấu ở vùng trời huyện Sơn Dương, Tuyên Quang. Trong trận chiến, Hà Văn Chúc đã bắn hạ một F-105 nhưng đồng thời máy bay cũng bị trúng đạn, phải nhảy dù.
Ngày 19 tháng 1 năm 1968, do vết thương quá nặng, Hà Văn Chúc mất tại Quân y viện 108.
Ngày 30 tháng 8 năm 1995, Hà Văn Chúc được Nhà nước Việt Nam truy tặng danh hiệu: Anh hùng lực lượng vũ trang nhân dân.
Tên của ông được đặt cho một tuyến phố ở phường Phúc Lợi, quận Long Biên, Hà Nội, song song với sông Cầu Bây.